# Jakob Fredrik Biberg
Jakob Fredrik Biberg, född 1813 i Härnösands församling, död 1890, var en svensk teolog och författare.
Biberg prästvigdes i Härnösand 1836 och var därefter slottspredikant vid Ulriksdal.[källa behövs] År 1863 erhöll han avsked från prästämbetet.[källa behövs] Han är för eftervärlden bekant för att han utgav Hernösands stifts historia och herdaminne 1876–1879. Han gav även ut Bidrag till den kristna homiletiken (1860).